# Simira hatschbachiorum
Simira hatschbachiorum är en tvåhjärtbladiga växtart som beskrevs av Joseph Harold Kirkbride. Simira hatschbachiorum ingår i släktet Simira, och familjen Rubiaceae. Inga underarter finns listade i Catalogue of Life.